# هكلر آند كوخ إتش كيه417
هكلر آند كوخ إتش كيه417 هي بندقية معركة من تصميم وتصنيع شركة هكلر آند كوخ الألمانية، دخلت الخدمة في عام 2006.